# Spilosoma paucillata
Spilosoma paucillata là một loài bướm đêm thuộc phân họ Arctiinae, họ Erebidae.